# Coenophthalmus tridentatus
Coenophthalmus tridentatus là một loài cua dạng cua bơi duy nhất trong chi Coenophthalmus.

## Phân bố
Loài cua này là đặc hữu tây nam Đại Tây Dương, từ miền nam Brasil tới miền bắc Patagonia (Argentina). Nó sinh sống ở độ sâu 10–40 mét (33–131 ft).